# Corey Fisher
Anthony Guy Corey Fisher (* 8. April 1988 in New York City) ist ein US-amerikanischer Basketballspieler. Seit der Spielzeit 2012/13 steht Fisher beim russischen Verein BK Jenissei Krasnojarsk unter Vertrag.

## College
Fisher begann mit dem Basketballspielen in der Bronx. Nach seiner High-School-Zeit an der St. Patrick High School in Elizabeth (New Jersey) spielte er während seiner College-Zeit für die Villanova Wildcats von der Villanova University. Er wurde 2010 zum Sixth Man of the Year in der Big East Conference. Im nächsten Jahr wurde er in das Third Team All-Big East gewählt.

## Profi
Nachdem Fisher beim Draft 2011 nicht ausgewählt worden war, ging er in die Türkei nach Antalya. Nach einem Jahr in der Türkei wechselte er nach Spanien zu Joventut. Seit der Saison 2012/13 spielt er für BK Jenissei Krasnojarsk in Russland.

## Nationalmannschaft
Corey Fisher bekam 2012 die georgische Staatsbürgerschaft und spielte einige Spiele für die georgische Basketballnationalmannschaft, obwohl er niemals für einen georgischen Verein spielte.

## Sonstiges
Bei einem privaten Street-Ball-Spiel in der Bronx erzielte Fisher mit 105 Punkten einen neuen Rekord für Street-Ball-Spiele.